# Lux Vivens
Lux Vivens é um álbum de música medieval interpretado pela ex-vocalista da banda Miranda Sex Garden, Jocelyn Montgomery, e produzido pelo realizador David Lynch. O álbum recupera composições de Hildegard von Bingen (século XII), dando-lhe uma sonoridade industrial. Este álbum chegou ao nº25 da tabela "Top New Age Albums" da revista Billboard.

## Faixas
1. Flame and Vision - 1:53
2. Sapientiae - 3:10
3. O tu illustrata - 8:23
4. Et ideo - 3:21
5. Viridissima - 5:07
6. Battle and Aftermath - 1:41
7. Gloria Patri - 2:31
8. Lux vivens - 8:22
9. Deus enim - 2:50
10. Clarissima - 7:21
11. Orzchis - 2:43
12. Caritas - 2:49
13. Kyrie - 2:56
14. Hodie - 2:56
15. Alleluia - 6:21

## Intérpretes
- Jocelyn Montgomery - Vocais, violino, acordeão, orgão
- David Lynch - Guitarra, cordas, bateria, sons naturais gravados, sampler, sino
- John Neff - Sintetizador, guitarra, cordas, efeitos sonoros, coro, sino, vocoder, orgão, sons naturais gravados
- Mark Seagraves - Sintetizador, cordas, bateria, efeitos sonoros, sons naturais gravados